# Церковь Николая Чудотворца (Батюшково)
Церковь Николая Чудотворца (Никольская церковь) — церковь Русской православной церкви в селе Батюшково в Дмитровском городском округе Московской области.

## История
Церковь во имя святителя Николая Чудотворца упоминается в документах с конца XVI столетия. В 1628 году вотчинник Михаил Васильевич Батюшков, от которого пошло название села — Батюшково, пожертвовал в пользу храма часть своей земли. Позже усадьбой владел думный дворянин Афанасий Иванович Нестеров, затем она перешла к боярину Богдану Матвеевичу Хитрово.
Никольская Церковь в Батюшкове построена в 1666 году на средства А. И. Нестерова (по другим данным, в 1670-х годах Богданом Хитрово). По своей архитектуре храм — типичный образец московского культового зодчества 2-й половины XVII века: бесстолпная кирпичная пятиглавая церковь с небольшой трапезной и двухъярусной шатровой колокольней. Основной объём двусветного четверика перекрыт сомкнутым сводом (с отверстием для светового барабана). В наружном оформлении использованы кокошники и богато декорированный карниз. В храме было два придела — Сергиевский и великомученика Мины. Позднее церковь несколько раз перестраивалась: в XVIII веке был изменён верхний ярус колокольни, а в XIX веке — композиция алтарной части и окна трапезной.
Никольский храм пережил Октябрьскую революцию; после революции в селе рядом с храмом жили насельницы закрытого Спасо-Влахернского женского монастыря, расположенного неподалеку, в Деденево. В 1939 году, в годы советского гонения на церковь, храм был закрыт. Церковное имущество было разграблено, колокола с колокольни сброшены, кресты с куполов сбиты. После этого долгие годы Никольская церковь находилась в заброшенном состоянии. В 1968—1971 году в ней под руководством архитектора Н. П. Яворовской была проведена реставрация с восстановлением основных деталей (характер верха, декор барабанов), были переложены своды и внутренняя северная стена апсид.
Перед распадом СССР храм был передан вновь созданной церковной общине. С 1990 года является действующей церковью, началось восстановление здания. Освящена церковь Николая Чудотворца митрополитом Крутицким и Коломенским Ювеналием великим чином 13 ноября 2013 года. Настоятелем храма в настоящее время является протоиерей Александр Геннадьевич Фролкин. При храме имеется православная библиотека. Община храма духовно окормляет больных детей в загородном отделении детской больницы во имя святого князя Владимира в деревне Целеево, а также воспитанников Икшанской колонии для малолетних преступников.